# Tepelná kapacita
Tepelná kapacita je fyzikální veličina, která vyjadřuje množství tepla, kterým se těleso ohřeje o jednotkový teplotní rozdíl (v SI 1 kelvin).
Protože teplo není stavová veličina, je nutné u tepelné kapacity specifikovat i tepelný děj, při kterém k přenosu tepla a ke změně teploty dochází, zpravidla pomocí veličin, které se při daném tepelném ději zachovávají, ale předávané teplo na nich obecně závisí (např. tepelná kapacita při konstantním objemu, při konstantním tlaku, při konstantní magnetické indukci apod.).

## Značení
- Symbol veličiny: C, popř. K
- Jednotka SI: joule na kelvin, značka jednotky: J·K−1
- Další jednotka: kilojoule na kelvin, značka jednotky: kJ·K−1

## Výpočet
Tepelná kapacita je určena jako podíl dodaného (nebo odebraného) tepla a teplotní změny, tzn.
{\displaystyle C={\frac {\Delta Q}{\Delta T}}},
kde {\displaystyle \Delta Q} je teplo, které bylo tělesu dodáno (nebo odebráno) a {\displaystyle \Delta T} je rozdíl teplot mezi počátečním a konečným stavem, kdy bylo teplo dodáváno (odebíráno).
Uvedený vztah bývá obecněji zapisován v diferenciálním tvaru jako
{\displaystyle C={\frac {\mathrm {d} Q}{\mathrm {d} T}}}, či přesněji
{\displaystyle C_{i,j,\dotsc }=\left({\frac {\partial Q}{\partial T}}\right)_{i,j,\dotsc }},
kde {\displaystyle Q} teplo, {\displaystyle T} teplota a {\displaystyle i,j,\dotsc } jsou veličiny zachovávající se při daném tepelném ději, ale předávané teplo na nich obecně závisí.

## Příbuzné veličiny
Měrná tepelná kapacita je tepelná kapacita jednotkové hmotnosti látky (v SI jednoho kilogramu). Tepelnou kapacitu tělesa o hmotnosti {\displaystyle m} lze tedy vyjádřit ve tvaru {\displaystyle C=mc}, kde {\displaystyle c} je měrná tepelná kapacita.
Molární tepelná kapacita je tepelná kapacita vztažená na jednotku látkového množství (v SI 1 mol).
Tepelnou kapacitu tělesa o látkovém množství {\displaystyle n} lze tedy vyjádřit ve tvaru {\displaystyle C=nc_{\mathrm {m} }}, kde {\displaystyle c_{\mathrm {m} }} je molární tepelná kapacita.

## Význam v termodynamice
Měrná a především molární (zn. indexem "m") tepelná kapacita má veliký význam v termodynamice. Nesmírný význam tyto veličiny mají především v jejích specifických odvětvích jako např. v termochemii, které tvoří jádro fyzikální chemie. Pro běžné použití jsou důležité dvě různé molární tepelné kapacity:
1) Izobarická tepelná kapacita (tepelná kapacita při konstantním tlaku): parciální derivace tepla za konstantního tlaku je rovna parciální derivaci stavové veličiny – entalpie; značí se indexem "p"
{\displaystyle c_{\mathrm {m} p}={\frac {1}{n}}\left({\frac {\partial Q}{\partial T}}\right)_{p}=\left({\frac {\partial H_{\mathrm {m} }}{\partial T}}\right)_{p}}
2) Izochorická tepelná kapacita (tepelná kapacita při konstantním objemu): parciální derivace tepla za konstantního objemu je rovna parciální derivaci stavové veličiny – vnitřní energie za konstantního objemu; značí se indexem "V"
{\displaystyle c_{\mathrm {m} V}={\frac {1}{n}}\left({\frac {\partial Q}{\partial T}}\right)_{V}=\left({\frac {\partial U_{\mathrm {m} }}{\partial T}}\right)_{V}}
Dá se dokázat, že tyto dvě veličiny jsou "svázány" tzv. Mayerovým vztahem:
{\displaystyle c_{\mathrm {m} p}-c_{\mathrm {m} V}=V_{m}T{\frac {\alpha ^{2}}{\beta _{T}}}},
kde {\displaystyle \alpha } je teplotní roztažnost a {\displaystyle \beta _{T}} je izotermická stlačitelnost. Pro ideální plyn má vztah jednodušší podobu {\displaystyle c_{\mathrm {m} p}-c_{\mathrm {m} V}=R}, kde {\displaystyle R} je molární plynová konstanta.
Protože většina studovaných procesů probíhá za konstantního tlaku, pracuje se mnohem častěji s izobarickou tepelnou kapacitou. Je třeba ale zdůraznit, že samotná izobarická tepelná kapacita je závislá na tlaku jak ukazuje následující vztah.
{\displaystyle \left({\frac {\partial c_{pm}}{\partial p}}\right)_{T}=-T\left({\frac {\partial ^{2}V_{m}}{\partial T^{2}}}\right)_{p}}
Tato závislost je ovšem velmi "slabá", navíc je korekce tepelné kapacity na tlak výpočetně velmi komplikovaná, a proto se tento vliv zpravidla zanedbává. Čtenář by se měl být vědom skutečnosti, že obě varianty popisu tepelné kapacity jsou veličiny, které na teplotě závisí, přičemž tato závislost je silná a poměrně složitá. Obvykle se na dostatečně úzkém teplotním intervalu nahrazuje např. polynomem. Na velmi krátkém teplotním intervalu je tato veličina v inženýrské praxi obvykle považována za konstantu.
Tepelná kapacita hraje významnou roli např.:
- Při výpočtu tepla, které je zapotřebí na ohřátí/ochlazení hmoty mezi fázovými přechody
- Při přepočtu integrálních změn entalpie (příp. dalších termodynamických veličin) na jinou teplotu než při které jsou změřeny/tabelovány (tj. např. reakční entalpie, výparná entalpie, apod.)